# 塙理恵
塙 理恵（はなわ りえ、1969年12月12日  - ）は、日本の女優。ビッグ・アップル所属。

## 略歴・人物
埼玉県飯能市出身。身長は167cm、血液型はAB型。
所属していたビッグ・アップルにスカウトされ、電化製品のCFでデビュー。
過去に花輪理恵という芸名で活動していた時期がある。元乙女塾（1期生）。
CM出演が多く、1999年から放送されているハラダ製茶のCMで久保田民絵と共演している。

## 出演作品

### テレビ番組
- 火曜サスペンス劇場「浅見光彦ミステリー2 天城峠殺人事件」 （日本テレビ） - 桜井夕紀[2]
- もう誰も愛さない （フジテレビ）[2]
- 東京ストーリーズ （フジテレビ ）- 第14回「みつぐ君の幸福」[2]
- 月曜ドラマランド「転校生!おれがあいつであいつがおれで2」 （フジテレビ）[1]
- ブンぶくちゃがま （テレビ朝日）[1]
- 月曜ドラマスペシャル「北海道縦断女二人旅 女もつらいよ」（1991年、TBS）[2]
- ADブギ（TBS）- 第9話[2]

### CM
- デルモンテ「トマトジュース」
- 花王
- カルソニック「パルスランナー」
- キッコーマン「カップ雑炊」
- サッポロ一番
- JR東海
- SONY「ダイナミクロン」
- 東京海上火災保険
- ハラダ製茶「やぶ北ブレンド」および「水出し煎茶」 - さとこさん（おかあさま役は久保田民絵）[3][4]
- ミニストップ
- ロート製薬「メンソレータムAD」
- ロッテ
- サンヨー食品「東京ラーメンこれだね」
- ミニストップ